# Giekau
Giekau är en kommun och ort i Schleswig-Holstein i Tyskland med cirka 1 000 invånare. Orten ligger vid Selenter Sees norra strand, och omkring 6 km nordväst om det större samhället Lütjenburg.
Kommunen ingår i kommunalförbundet Amt Lütjenburg tillsammans med ytterligare 14 kommuner.